# J.P. Knight
John Peake Knight (Nottingham, 13 gennaio 1828 – Londra, 23 luglio 1886) è stato un ingegnere britannico inventore del semaforo.

## Biografia
Knight era un ingegnere ferroviario che inventò il semaforo nel 1868. Questo non era il semaforo che conosciamo oggi, ma era costituito da una lanterna a gas rotativa che alternava una luce rossa ed una verde. L'invenzione di Knight era simile ai segnali ferroviari del tempo. Il semaforo era originariamente collocato a Londra  vicino alla Camera dei comuni, all'incrocio tra George Street e Bridge Street.
Il semaforo esplose, durante l'uso, nel 1869 e venne rimosso nel 1870.
Nel 1910, Earnest Sirrine perfezionò l'apparecchiatura inserendo un automatismo e sostituendo inoltre alle luci rosse e verdi, rispettivamente le parole proceed (avanti) e stop.
In 1912, Lester Wire optò nuovamente per il sistema a luce rossa e verde, ma a quel tempo esisteva già la corrente elettrica ed il semaforo venne alimentato con questa nuova fonte di energia anziché delle originarie lanterne a gas.
Knight morì a Londra e venne sepolto nel Brompton Cemetery.